# Carl Hauptmann
Carl Ferdinand Max Hauptmann (Obersalzbrunn, 11 maggio 1858 – Schreiberhau, 4 febbraio 1921) è stato uno scrittore tedesco.

## Biografia
Naturalista, ma anche simbolista e capace di aderire e prendere spunti da tutte le correnti letterarie diffuse durante la sua vita,  nel 1914 fu uno dei firmatari del Manifesto dei Novantatré.
Se i suoi romanzi più riusciti furono Mathilde (1902), Einhart, der Lächle (Il sorridente Einhart, 1907) e Tantaliden (Tantalidi, 1927), il suo nome è ricordato soprattutto per una serie di fiabe slesiane intitolata Das Rübezahlbuch (Il libro di Rübezahl, 1919), che gli procurarono un grande successo tra i suoi contemporanei.
Un altro scritto significativo fu il tedeum drammatico intitolato Krieg (Guerra, 1914), con il quale si avvicinò alle tendenze espressioniste.
Suo fratello era il famoso scrittore Gerhart Hauptmann (1862-1946), premio Nobel per la letteratura 1912.

## Opere
- 1890 Sonnenwanderer (racconto)
- 1893 Metaphysik in der modernen Physiologie
- 1894 Marianne (Drama)
- 1896 Waldleute (Drama)
- 1897 Sonnenwanderer (Sammlung von Erzählungen)
- 1899 Ephraims Breite (Drama, erneut 1920 unter dem Titel Ephraims Tochter)
- 1902 Die Bergschmiede
- 1902 Mathilde. Zeichnungen aus dem Leben einer armen Frau (romanzo)
- 1903 Des Königs Harfe (lavoro teatrale)
- 1905 Austreibung (Drama)
- 1907 Einhart, der Lächler (Roman, 2 Bände)
- 1909 Panspiele (quattro drammi)
- 1911 Napoleon Bonaparte (dramma)
- 1912 Nächte (novelle)
- 1912 Ismael Friedmann (romanzo)
- 1913 Schicksale (racconti)
- 1913 Die lange Jule (Drama)
- 1913 Die armseligen Besenbinder (Drama)
- 1914 Krieg. Ein Tedeum (Drama)
- 1916 Tobias Buntschuh (commedia)
- 1916-18 Die goldnen Straßen (drammi-trilogia)
- 1919 Das Rübezahlbuch (fiabe)
- 1919 Der abtrünnige Zar (Drama)
- 1920 Drei Frauen (racconti)
- 1927 Tantaliden (romanzo)

## Filmografia
Alcuni dei suoi lavori vennero adattati per lo schermo:
- Ihr Sohn (dal romanzo Franz Popjels Jugend)
- Tobias Buntschuh - Das Drama eines Einsamen, regia di Holger-Madsen - dalla commedia Tobias Buntschuh (1921)
- L'espulsione (Die Austreibung), regia di F.W. Murnau (1923)